# Cremastus piceus
Cremastus piceus là một loài tò vò trong họ Ichneumonidae.